# St. Peter und Paul (Varnsdorf)

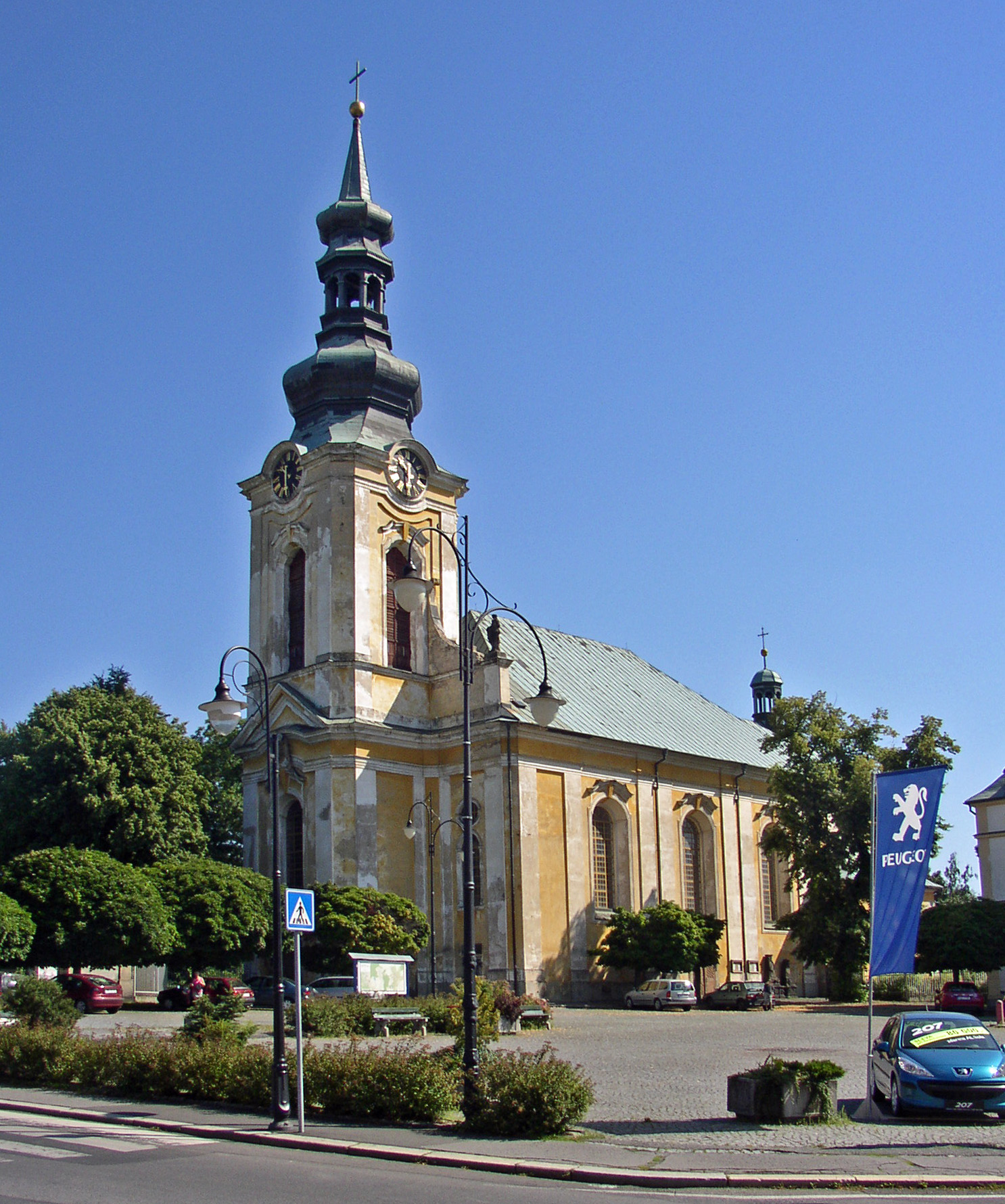
Heutiger Zustand der Warnsdorfer Peter-und-Paul-Kirche

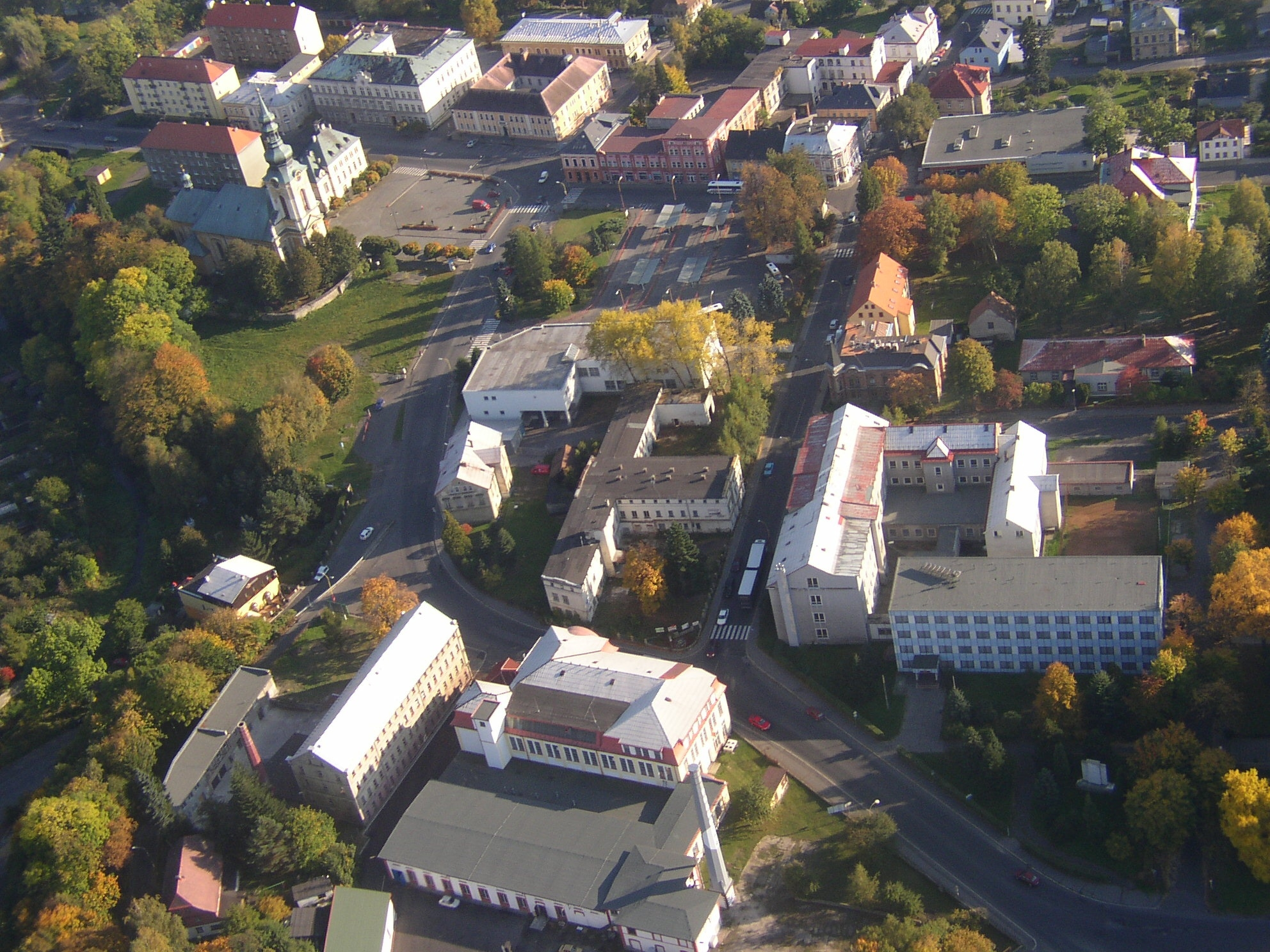
Luftaufnahme von Marktplatz mit Kirche des heiligen Peter und Paul in Varnsdorf (oben links)

Die Kirche des heiligen Peter und Paul ist eine katholische Kirche im nordböhmischen Varnsdorf (Warnsdorf), Tschechien.

## Geschichte
Die barocke Kirche der Heiligen Peter und Paul wurde an Stelle einer früheren Kirche aufgebaut, die angeblich schon im 13. Jahrhundert errichtet wurde und bis 1740 stand. In diesem Jahr hatte ein Blitzschlag den Turm und die Orgel so zerstört, dass der ganze Bau einzustürzen drohte. Nach Verhandlungen begann im Jahre 1765 der Bau der neuen Kirche so, dass die alte Kirche innen erhalten blieb. Der Grundstein der neuen Kirche wurde am 26. Juni 1766 gelegt, am Tag Peter und Paul. Der Bau wurde im Jahr 1777 vollendet, was auch die Jahreszahl im Wappen des Geschlechtes von Liechtenstein bezeugt.
Im Jahr 1829, infolge eines Brandes des neben der Kirche gelegenen Hotels Bursa, brannte auch die Kirche. Das Dach und der Turm stürzen ein, die Glocken zerschmolzen, die Orgel und der Lüster wurden vernichtet. Durch Bürger aus Varnsdorf wurde die Kirche schnell instand gesetzt, so dass hier im Jahre 1830 Beethovens Missa solemnis uraufgeführt werden konnte. Im Jahre 1894 wurde die Pfarrkirche zu einer Dekanatskirche erhoben. Aus diesem Jahr stammt auch die Kirchenuhr. Im Jahre 1904 erklang in der Kirche die neue, spätromantische Orgel, die Orgelmeister Hermann Eule aus Bautzen gebaut hat.
Die Kirchenglocken wurden einige Male ausgetauscht, weil sie in den Kriegszeiten für Militärzwecke requiriert wurden. Die jetzigen fünf Glocken wurden am 3. April 1969 aus Bayern von den Brüdern Alfred und Erich Ludwig aus Mering (bei Augsburg) als Geschenk für die Stadt Varnsdorf mitgebracht. Die Glocken weihte Bischof Štěpán Maria Trochta von Leitmeritz am 20. April 1969 nach der Hl. Messe unter Teilnahme einer großen Menschenmenge auf dem Marktplatz.

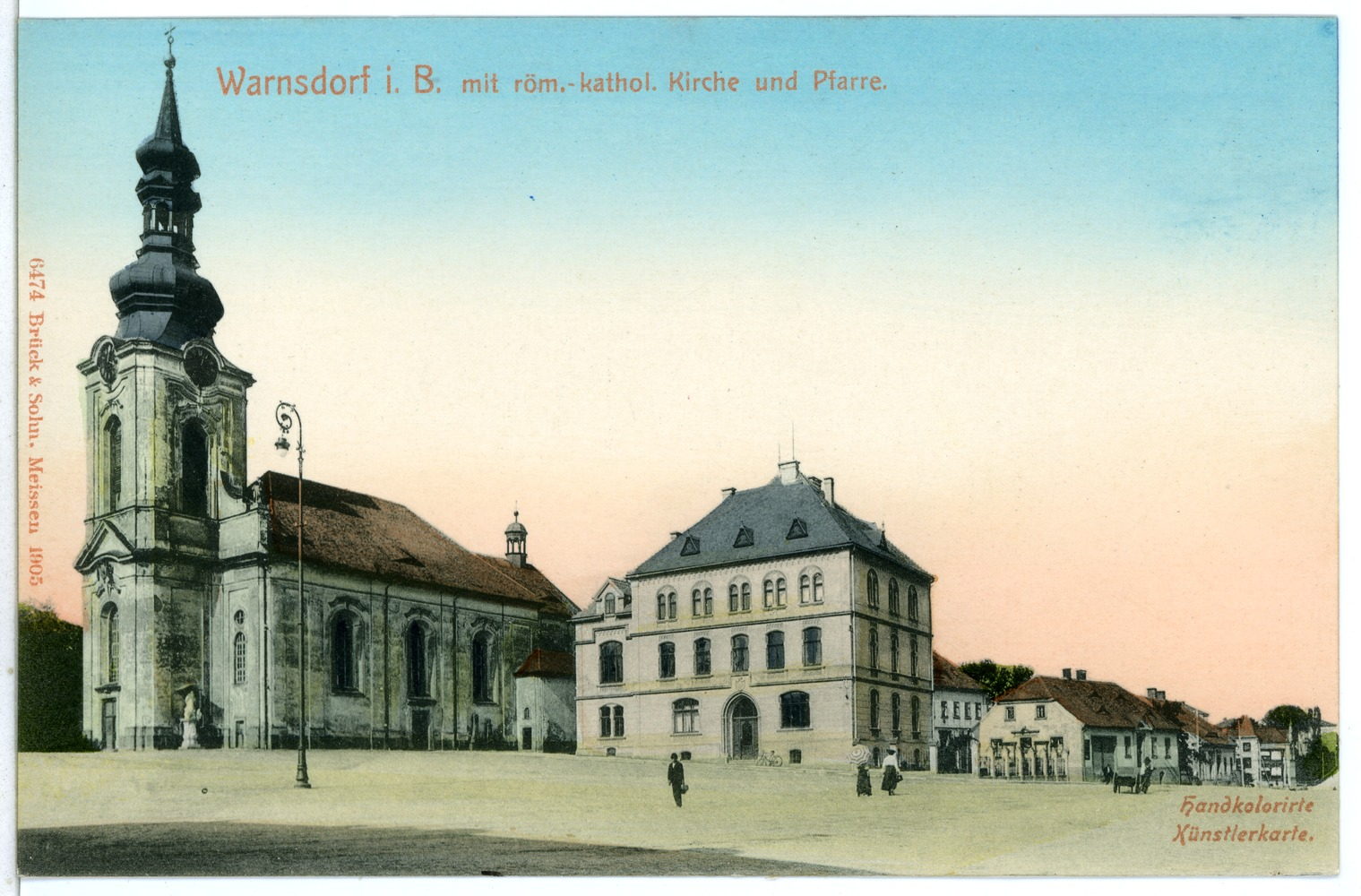
Die Warnsdorfer Peter-und-Paul-Kirche 1905

## Glocken
Die Glocken heißen: 
- Friede, 2376 kg, Stimmung H;
- Maria, 1430 kg, Stimmung D;
- Georg, 1076 kg, Stimmung E;
- Ulrich, 769 kg, Stimmung Cis;
- Michael, 435 kg, Stimmung A.

Auf den Glocken steht das Jahr des Gusses: 1948. Die Glocken wurden nach dem Krieg aus Stahl für die Kirche in Mering gegossen. Später wurden neue Glocken aus Glockenmetall gegossen. Am Seitenportal ist eine Gedenktafel angebracht, die an die Erstausführung der Missa solemnis von Ludwig van Beethoven 1830 erinnert.